# Metapenaeopsis miersi
Metapenaeopsis miersi is een tienpotigensoort uit de familie van de Penaeidae. De wetenschappelijke naam van de soort is voor het eerst geldig gepubliceerd in 1952 door Holthuis.